# Centro Médico Baruch Padeh
El Centro Médico Baruch Padeh, (en hebreo: בית חולים ברוך פדה) (transliterado: Beit Jolim Baruch Padeh) anteriormente conocido como el Centro Médico Poriya, es un centro médico situado en la región de Galilea, en el Estado de Israel. El centro fue establecido en 1955 y reemplazó al hospital Schweitzer y al hospital de la Iglesia Escocesa en Tiberíades. 

## Centro médico

### Historia
En marzo de 2005, el hospital pasó a llamarse centro médico Baruch Padeh. El séptimo director general del Ministerio de Salud de Israel, que también fue uno de los directores generales del hospital. Durante la última década, el hospital se transformó de un pequeño hospital del gobierno local a un centro médico acreditado de 318 camas ubicado en el este de Galilea, en el norte de Israel. Hoy, el centro médico Baruch Padeh ofrece servicios en casi todos los campos médicos, incluye salas para pacientes internados, servicios ambulatorios, quirófanos, un instituto de cateterismo cardíaco, un departamento de medicina de emergencia, un instituto de imagen médica, laboratorios clínicos e investigación.

### Área de actuación
El centro sirve a una región de aproximadamente 120.000 habitantes de Tiberíades, los Altos del Golán, el Valle del Jordán, Galilea, y de pueblos, aldeas, moshavim, kibutz y asentamientos de los alrededores de la región. La población diversa incluye a: judíos, musulmanes, cristianos, drusos y circasianos. Las hospitalizaciones anuales llegan a aproximadamente a 24.000, con 67.000 derivaciones al departamento de emergencia y 91.000 derivaciones a las clínicas ambulatorias y a los servicios ambulatorios. Además, el departamento de maternidad tiene una tasa cada vez mayor con más de 3.300 nacimientos al año. El centro médico tiene 1.000 empleados que incluyen: médicos, enfermeras, paramédicos, personal administrativo y personal especializado con un origen étnico diverso, similar al de los pacientes. El hospital realiza una amplia y variada gama de actividades académicas y de investigación. Está afiliado a la Facultad de Medicina de Galilea, educando y liderando a los estudiantes, promoviendo la investigación en medicina clínica y en investigación básica.

### Población atendida
La población atendida por el centro médico también incluye a soldados de las FDI estacionados en la región, fuerzas de la ONU estacionadas en los Altos del Golán y en el sur del Líbano, cuya sede se encuentra en Tiberíades, y además incluye a 80.000 turistas (nacionales y extranjeros), quienes visitan el Mar de Galilea, y varios lugares sagrados en los centros turísticos, particularmente durante el verano. El Centro Médico tiene 318 camas de hospital para pacientes, 12 camas para pacientes ambulatorios, 9 estaciones de diálisis y 31 cunas para recién nacidos. El hospital brinda casi todas las ramas de servicios médicos, excepto la cirugía torácica y la neurocirugía. En el campo de la cirugía oral y maxilofacial, el centro sirve como hospital regional.

### Renovación
Actualmente, el centro médico está en un período de desarrollo, después de la renovación de sus salas internas y de cardiología, y el establecimiento de un cateterismo y una sala de recién nacidos prematuros. En 2011, el centro abrió un nuevo departamento de medicina de emergencia (EMD). En 2012, se reformó el departamento de maternidad del hospital. El departamento renovado incluirá salas de partos, una sala de maternidad, una unidad de fecundación in vitro y una unidad de embarazo.

### Personal del centro
El Centro Médico emplea a más de 900 personas, incluidos médicos, empleados auxiliares, empleados paramédicos, personal administrativo y personal de limpieza. El personal incluye miembros de todas las religiones y grupos étnicos que viven en la región. Las buenas relaciones han sido mantenidas por los empleados durante muchos años. El centro se encuentra actualmente en proceso de construir un nuevo departamento de medicina de emergencia, que incluye un albergue subterráneo de hospitalización y un nuevo departamento de maternidad, que incluirá salas de partos, salas de maternidad, servicios de fecundación in vitro, clínicas de embarazo de alto riesgo y más departamentos. El centro está afiliado con la Facultad de Medicina de la Universidad Bar-Ilan, y con la Escuela de Medicina de Galilea.